# 제2차 세계 대전의 소비에트 연방 무기 목록

## 소화기

### 소총
- 모신-나강 소총 M91/30
- SVT-40
- AVS-36

### 기관단총
- PPD-40
- PPSh-41
- PPS-42
- PPS-43
- PPD-34

### 권총
- 나강 M1895
- TT-33

### 기관총
- 러시아 M1910 맥심
- DP-28
- SG-43 고류노프
- DShK

### 수류탄
- F1 수류탄
- RG-42
- RGD-33
- RPG-40 대전차 수류탄
- RPG-41 대전차수류탄
- RPG-43 HEAT (High Explosive Anti-Tank) 수류탄

### 기타
- PTRD-41
- PTRS-41
- ROKS-2/3 화염방사기

### 박격포
- 50-PM-38/39/40/41 50mm 박격포
- 82-PM-36/37/41/43 82mm 박격포
- 107-PM-38 107mm 박격포
- 120-HM-38/43 박격포

## 전차

### 경전차
- T-26
- T-26-4 : T-26 경전차 차체에 76mm 단포신 포 장착
- T-37A
- T-40
- T-50
- T-60
- T-70
- T-80
- BT 전차 시리즈 (BT-2,BT-5, BT-7)
- RBT-5 : BT-5 경전차 포탑 측면에 420mm 로켓 2개 장착

### 중(中)전차
- T-28 다포탑전차 10000대
- T-34/76 (1940년형,1941년형,1942년형,1943년형)약 30000대
- T-34/85 약 20000대(전후 30000대 생산)
- T-44 약 2000대

### 중(重)전차
- T-35  61대
- KV 전차 (SMK, KV-1(L-11), KV-1S, KV-1(ZIS-5), KV-1E,KV-6 : KV-1 화염방사형, KV-85, KV-220, KV-2(1939), KV-2(1940))
- IS 전차 (IS-1, IS-2, IS-3)

### 구난전차
- T-34 구난전차

### 미국 및 영국의 지원전차/차량(랜드리스)
- M3 스튜어트 경전차 (미국)
- M3 리 중형전차 (미국)
- M4 셔먼,파생형들 (미국)
- A12 마틸다II  보병전차 (영국)
- 발렌타인 보병전차 (영국)
- 처칠 보병전차 (영국)
- SU-M10 : M10 울버린 대전차자주포
- M3 하프트랙
- M2 하프트랙
- 테트라크 경전차
- M31B2(T2) 구난전차 : M3 리 중형전차를 구난전차로 개조
- M3A1 정찰차량(Scout car)

### 노획전차
- T-I : 1호전차
- T-II : 2호전차
- T-III : 3호전차
- T-IV : 4호전차
- T-V : 5호전차 판터
- T-VI : 6호전차 티거
- 6호전차 B형 티거2
- 38(t) 경구축전차 헷쳐
- 38(t) 경전차
- 나스호른/호르니스 대전차자주포
- 3호 돌격포

### 공수전차
- A-40 : T-60 정찰용 경전차 차체에 글라이더를 장착한 공수부대용 전차 (프로토타입 1대)

### 대공차량(자주대공포)
- GAZ AAA 4M : 러시안 M1910 맥심 기관총  4연장을 GAZ AAA 트럭에 탑재한 대공트럭
- GAZ AAA Dshk : 12.7mm DShk 중기관총 1정을 GAZ AAA 트럭에 탑재한 대공트럭
- GAZ MM 72-K : 25mm 72-K 1940년형 대공포를 GAZ MM트럭에 탑재한 대공트럭

### 돌격포/자주포
- SU-57B : 57mm 포를 탑재한 자주포.
- SU-5-1 : T-26 경전차 차체에 76mm 포를 장착한 자주포.
- SU-76i -소련군이 노획한 독일군의 3호전차에  ZIS-3 76mm 사단포(야포/대전차포)를 탑재해 자주포로 개조. 독일군이 노획하고 또다시 소련군이 노획한다.
- SU-76D
- SU-76M 300대
- SU-85 200대
- SU-100
- SU-122 : T-34 중형전차 차체 기반으로 만들어진 122mm D-10 곡사포 탑재 자주포.
- SU-152 : KV-1 중전차 차체를 기반으로 만들어진 152mm 곡사포 탑재 자주포.
- ISU-122 : IS-2 중전차 차체를 기반으로 만들어진 122mm 곡사포 탑재 자주포.
- ISU-152 : IS-2 중전차 차체를 기반으로 만들어진 152mm 곡사포 탑재 자주포.
- BM-13N 카츄사 다연장로켓포 "스탈린의 오르간"
- BM-8-24 : T-60 정찰용 경전차 차체에 카츄샤 로켓 발사대 장착.
- ZIS-30

### 장갑차
- BA-10 1000대
- BA-20
- BA-27
- BA-64

## 항공기

### 전투기
- 폴리카르포프 I-185
- La-5
- La-7
- LaGG-1
- LaGG-3
- MiG-1
- MiG-3
- 폴리카르포프 I-15
- 폴리카르포프 I-16
- 야코블레프 Yak-3

### 미국/영국 지원 항공기(랜드리스)
- P-39 에어코브라
- P-40 워호크
- P-47 썬더볼트 지상공격기
- B-25 미첼 폭격기
- 슈퍼마린 스핏파이어

### 지상공격기
- 일류신 IL-2 지상공격기(1941년형,1942년형) (역사상 가장 많이 생산된 군용기; 2위는 나치 독일의  메서슈미트 Bf-109(Me-109))
- 일류신 IL-10 지상공격기

### 폭격기
- 페틀랴코프 Pe-2
- 일류신 IL-4
- TB-3